# Bitwa pod Antopolem

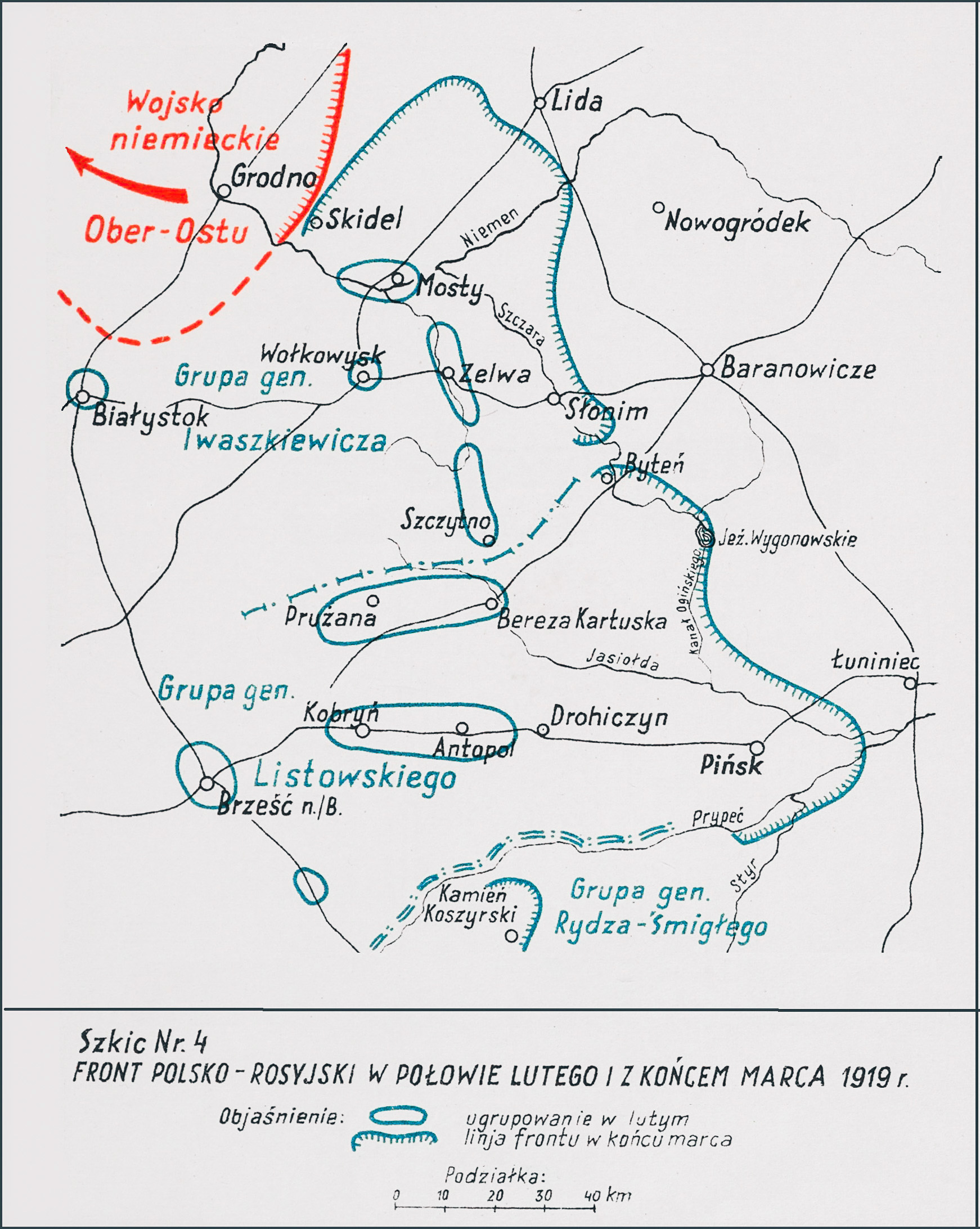
Adam Przybylski,
Wojna polska 1918–1921

Bitwa pod Antopolem – walki polskiej grupy mjr. Aleksandra Narbutta-Łuczyńskiego z sowieckim 2 Poleskim pułkiem strzelców toczone w początkowym okresie wojny polsko-bolszewickiej.

## Geneza
W ostatnich miesiącach 1918 i w pierwszych 1919 na wschodnich krańcach odradzającej się Rzeczypospolitej stacjonowały wojska niemieckie Ober-Ostu. Ich ewakuacja powodowała, że opuszczane przez nie tereny od wschodu zajmowała Armia Czerwona. Jednocześnie od zachodu podchodziły oddziały odradzającego się Wojska Polskiego. W lutym 1919 oddziały polskie weszły w kontakt bojowy z jednostkami Armii Czerwonej. Rozpoczęła się nigdy nie wypowiedziana wojna polsko-bolszewicka. W tym okresie oddziały polskie prowadziły ograniczone działania zaczepne. W połowie lutego front polsko-sowiecki ustalił się na linii rzeki Szczary.
W końcu II dekady lutego 1919 sytuacja na froncie polsko-sowieckim przedstawiała się następująco: na linii Włodzimierz Wołyński – Kowel stała grupa gen. Edwarda Rydza-Śmigłego. W rejonie Brześcia koncentrowała się grupa gen. Antoniego Listowskiego. Zabezpieczała ona linię Kobryń – Prużany. Miała wysunięte pododdziały w Mokranach, Kobryniu i Prużanie. W Wołkowysku koncentrowała się grupa gen. Wacława Iwaszkiewicza, posiadająca wysunięte oddziały nad Zelwianką i w Mostach nad Niemnem. Na wschód i północ od Grodna stały jeszcze wojska niemieckie. Siły frontu przeciwsowieckiego nie przekraczały w tym czasie 12 batalionów, 12 szwadronów i 3 baterii artylerii. Ich stan wynosił około 500 oficerów i 7000 szeregowych.

## Walczące wojska
| Jednostka                    | Dowódca                     | Podporządkowanie     |
| Wojsko Polskie               |                             |                      |
| dowództwo Grupy „Kobryń”     | Aleksander Narbut-Łuczyński | Gr. gen Listowskiego |
| ⇒ grupa rtm. Żelisławskiego  | rtm. Kazimierz Żelisławski  |                      |
| → 11/34 pułku piechoty       | ppor. Eugenjusz Rychłowski  |                      |
| → 4/2 pułku ułanów           | rtm. Kazimierz Żelisławski  |                      |
| → legia rosyjska             |                             |                      |
| Armia Czerwona               |                             |                      |
| dowództwo Dywizji Zachodniej | Roman Łągwa                 | Armia Zachodnia      |
| ⇒ Poleski pułk strzelców     |                             |                      |

## Walki pod Antopolem
Po zajęciu Brześcia 34 pułk piechoty mjr. Aleksandra Narbutta-Łuczyńskiego został przetransportowany koleją do Kobrynia i tam zorganizował obronę bez styczności z nieprzyjacielem na linii Muchawca.
Oddziały Armii Czerwonej, maszerując wzdłuż linii kolejowej Pińsk – Brześć, były przekonane, że Kobryń i Brześć znajdują się w rękach Ukraińców i zamierzały zająć te miasta. 17 lutego batalion sowieckiego 2 pułku poleskiego, liczący około 500 żołnierzy i 6 ckm-ów, opanował Antopol, wypierając z niego pluton 2 pułku ułanów. Dowódca 34 pułku piechoty mjr Łuczyński postanowił odbić miejscowość. Sformował on grupę złożoną z 11/34 pułku piechoty, legii rosyjskiej i 4/2 pułku ułanów, liczącą w sumie około 400 ludzi i 6 ckm-ów, pod dowództwem rtm. Kazimierza Żelisławskiego, która nocą z 17 na 18 lutego podeszła pod Antopol i o świcie uderzyła na miasteczko. Jako pierwsza zaatakowała kompania 34 pułku piechoty nacierająca wzdłuż drogi Horodec – Antopol. Walki uliczne zakończyły się po dwóch godzinach rozbiciem sowieckiego batalionu, a szwadron 2 pułku ułanów ruszył w pościg za uchodzącymi czerwonoarmistami.

## Bilans walk
Walka o Antopol była pierwszym starciem regularnych oddziałów Wojska Polskiego i Armii Czerwonej. Wzięto ponad 200 jeńców, w tym dowódcę batalionu i dowódców kompanii. Straty polskie to 1 poległy i 6 rannych, w tym pięciu lekko rannych żołnierzy 11 kompanii 34 pułku piechoty.